# ريناتا كوستا
ريناتا كوستا (بالبرتغالية: Renata Aparecida da Costa) (8 يوليو 1986 في البرازيل - ) هي لاعبة كرة قدم برازيلية في مركز الوسط، شاركت في الألعاب الأولمبية الصيفية 2012 والألعاب الأولمبية الصيفية 2008 والألعاب الأولمبية الصيفية 2004. ولعبت مع نادي سانتوس.

## وصلات خارجية
- ريناتا كوستا على موقع الاتحاد الدولي (مؤرشف)  (الإنجليزية)
- ريناتا كوستا على موقع الاتحاد الأوربي (الإنجليزية)
- ريناتا كوستا على موقع اتحاد السويد (السويدية)
- ريناتا كوستا على موقع قاعدة بيانات كرة القدم.إي يو (الإنجليزية)
- ريناتا كوستا على موقع Soccerway.com (الإنجليزية)
- ريناتا كوستا على موقع أوليمبيديا (الإنجليزية)
- ريناتا كوستا على موقع اللجنة الأولمبية البرازيلية (البرتغالية)